# Chironico
Chironico era una comuna suiza del cantón del Tesino, ubicada en el distrito de Leventina, círculo de Faido. Limitaba al norte con las comunas de Dalpe y Faido, al este con Anzonico y Giornico, al sur con Frasco y Sonogno, y al oeste con Lavizzara.
Hacían parte del territorio comunal las localidades de Grumo y Nivo.
En la actualidad, Chironico forma parte de la comuna de Faido.